# Pessione
Pessione (Pession in piemontese) è una frazione del comune di Chieri, nella città metropolitana di Torino. L'abitato della frazione è posto a sud del capoluogo, da cui dista circa 5 chilometri, a 248 m s.l.m. in esclusiva e totale pianura accanto al Rio Merdero o Tepice.

## Monumenti e luoghi d'interesse
- Castello di Castelguelfo, è una testimonianza medievale, fortificato prima dell'anno 1000, ora villa privata.

- Famosa anche per lo storico stabilimento della Martini & Rossi inaugurato nel 1864, entrata nel gruppo Bacardi nel 1993, sede dal 1961 del locale museo di storia dell'enologia.

È attraversata da Via Martini e Rossi, sulla quale affacciano la Chiesa della SS Famiglia di Nazaret, la scuola materna e la scuola elementare.
- Pessione ha una propria stazione ferroviaria, sulla linea Torino-Asti, alla quale fermano attualmente 16 treni per ciascuna delle due direzioni.

Conta all'incirca 1 600 abitanti.